# Шишарка
Шишарка (на латински: strobilus) е орган на растенията от клас Pinophyta (иглолистни), който съдържа репродуктивни структури. Различават се женски (на латински: macrostrobilus, дървенисти, те произвеждат семената) и мъжки (на латински: microstrobilus, тревисти, обикновено произвеждат прашец). Докато видът на женските шишарки варира между различните семейства Иглолистни, мъжките са относително еднообразни и като цяло са по-трудно забележими.
- Женска шишарка от черен бор
- Българска ела
- Сребрист смърч
- Секвоя
- Японска лиственица
- Кедър
- Сибирски кедър
- Тис
- Pinus coulteri